# Afroditi Frida
Afroditi Frida (en griego: Αφροδίτη Φρυδά, nacida en 1964, Atenas) es una cantante griega, mayormente conocida por su participación en el Festival de Eurovisión 1988.

## Biografía
Frida nació y se crio en Atenas en 1964. Estudió música por ocho años en el Conservatorio Nacional de Atenas e inició su carrera musical en 1984. Ese mismo año, se convirtió en una de las diez finalistas que participó para representar a su país en el Festival de Eurovisión junto a su canción "Donald Duck". Sin embargo, la Radiotelevisión helénica (ERT) llegó a la conclusión que todas las canciones postulantes eran de "baja calidad" por lo que optó por hacer su retiro del certamen ese año.
Cuatro años después, Frida retornó a la preselección griega para formar parte del Festival de Eurovisión, en 1988. Su canción, "Clown", de un estilo pop moderno, estuvo acompañado en su presentación por tres bailarines. Finalmente, se convirtió en la siguiente representante del país helénico del certamen europeo en su 33° edición. 
En Eurovisión, celebrado en Dublín (Irlanda), Frida junto a su delegación, la que tenía pocas expectativas de la presentación, obtuvieron 10 puntos (7 entregados por Francia y 3 de parte de Turquía), posicionándose en el 17° puesto de entre 21 canciones.
En 1989, Frida lanzó su primer álbum de estudio y en 1995, comenzó a trabajar junto a Xenia Dikaiou y Nancy Kanelli, siendo esta última la hermana de la periodista y miembro del Parlamento de Grecia, Liana Kanelli.
A lo largo de su carrera, Frida ha trabajado con varios y famosos músicos de Grecia incluyendo Marinella, Haris Alexiou, entre otros. Actualmente, se dedica a realizar presentaciones en distintos escenarios griegos.

## Discografía
- Mikri Megali Agapi (1989)
- Na Prosechis (1992)
- Tin Ora pou Kimounde ta Thiria (1995)
- Asimenia Dakrya (2006)